# 2012 TC4

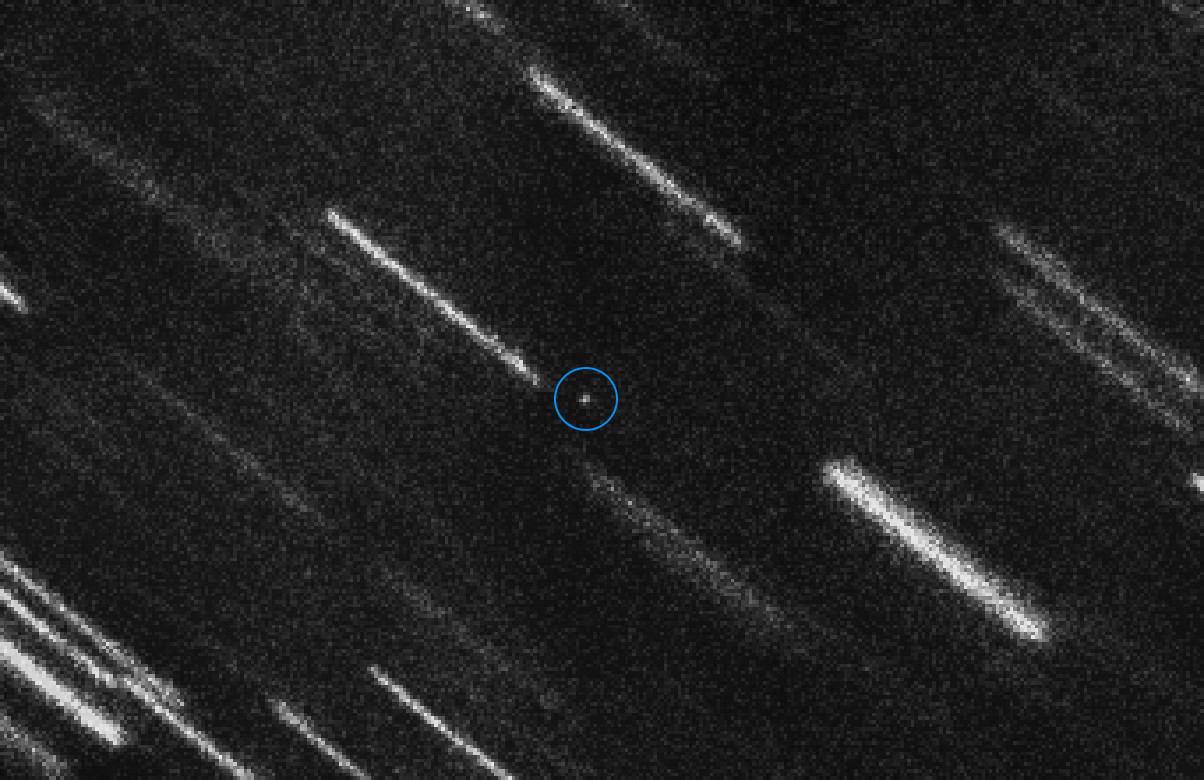
2012 TC4 aparece como un punto en el centro de ésta composición de 37 fotos individuales de 50 segundos de exposición obtenidas con la cámara FORS2 del Very Large Telescope de la ESO.

El asteroide 2012 TC4, es una roca de 15 a 30 m de diámetro, descubierta en 2012 por el Pan-STARRS F51, tiene un período orbital de 609 días. El asteroide, clasificado en la categoría Apolo, se acercó a la Tierra, y no tuvo peligro de impacto, el 12 de octubre de 2017 pasó a apenas 44.000 km de nuestro planeta.